# Maine
Maine (englische Aussprache [meɪ̯n] ⓘ) ist ein Bundesstaat der Vereinigten Staaten und Teil der Region Neuengland. Er liegt im äußersten Nordosten des Landes und grenzt im Westen an New Hampshire, im Südosten an den Golf von Maine, im Nordosten und Nordwesten an die kanadischen Provinzen New Brunswick und Quebec und bildet eine gemeinsame Seegrenze mit Nova Scotia. Maine ist der flächenmäßig größte Staat in Neuengland und fast so groß wie die Fläche der übrigen fünf Staaten der Region zusammen. Von den 50 US-Bundesstaaten ist er hingegen flächenmäßig der zwölftkleinste, mit 1,4 Millionen Einwohnern der bevölkerungsmäßig neuntkleinste, sowie der Staat mit der geringsten urbanen Bevölkerung. Die Hauptstadt von Maine ist Augusta, die bevölkerungsreichste Stadt ist Portland mit einer Gesamtbevölkerung von knapp 70.000.
Die Herkunft des Namens ist unklar. Wahrscheinlich ist er nach der französischen Landschaft Maine benannt, möglicherweise ist der Name aber auch eine Kurzform von „Mainland“ („Festland“, „Hauptland“). Der Spitzname Maines ist The Pine Tree State („Kiefernstaat“), was auf den hohen Waldanteil des Staates zurückgeht.
Das Gebiet von Maine ist bereits seit etwa 12.000 Jahren von indigenen Völkern bewohnt, nachdem sich die Gletscher während der letzten Eiszeit zurückgezogen hatten. Zur Zeit der Ankunft der Europäer beherrschten mehrere Algonkin sprechende Völker das Gebiet, die heute als Wabanaki-Konföderation bekannt sind. Die erste europäische Siedlung in diesem Gebiet wurde 1604 von den Franzosen auf der Flussinsel Saint Croix gegründet. Die erste englische Siedlung war die kurzlebige Popham-Kolonie, die 1607 von der Plymouth Company gegründet wurde. In den 1620er Jahren wurden an der Küste von Maine mehrere englische Siedlungen gegründet, von denen jedoch viele aufgrund des rauen Klimas und der Konflikte mit den einheimischen Ureinwohnern scheiterten. Zu Beginn des 18. Jahrhunderts, hatten nur ein halbes Dutzend europäischer Siedlungen überlebt. Loyalistische und patriotische Kräfte kämpften während der Amerikanischen Revolution um das Gebiet von Maine. Während des Krieges von 1812 wurde die weitgehend unverteidigte östliche Region von Maine von britischen Streitkräften mit dem Ziel besetzt, sie über die Kolonie Neuirland an Kanada anzugliedern, ging aber nach fehlgeschlagenen britischen Offensiven an der Nordgrenze, im mittleren Atlantik und im Süden an die Vereinigten Staaten zurück, was zu einem Friedensvertrag führte, der die Vorkriegsgrenzen wiederherstellte. Maine war bis 1820 Teil des Commonwealth of Massachusetts, als es für die Abspaltung von Massachusetts stimmte, um ein eigener Staat zu werden. Am 15. März 1820 wurde Maine als 23. Staat im Rahmen des Missouri-Kompromisses in die Union aufgenommen.
Heute ist Maine für seine zerklüftete, felsige Atlantik- und Buchtküste, die Berge, das stark bewaldete Landesinnere und seine Küche bekannt, insbesondere für wilde Lowbush-Blaubeeren und Meeresfrüchte wie Hummer und Muscheln. Der Fischfang macht weiterhin einen wichtigen Anteil an der Wirtschaft aus. Die Industrieproduktion in Maine besteht vor allem aus Papier- und Holzprodukten, elektronischen Geräten, Lederprodukten, Lebensmitteln, Textilien und Biotechnologie. Der Marineschiffbau ist mit den Bath Iron Works in Bath und dem Portsmouth Naval Shipyard in Kittery nach wie vor von großer Bedeutung. Die Küstenregion und Down East Maine haben sich derweil zu wichtigen Zentren für die Kreativwirtschaft entwickelt, insbesondere in der Nähe von Portland, was auch zu einer Gentrifizierung der Stadt und ihres Ballungsraums geführt hat.

## Geographie
Maine liegt als östlichster Bundesstaat der Contiguous States am äußersten Rand der Vereinigten Staaten. Eastport ist die östlichste Stadt, West Quoddy Head die östlichste Landmarke der USA. Der höchste Punkt Maines ist der Mount Katahdin im Piscataquis County (1.606 m).
Maine ist der US-Bundesstaat mit dem höchsten Waldanteil. Da mehr als 90 % der Landfläche unter anderem mit Kiefern bewachsen ist, lautet der Beiname des Staates „Pine Tree State“ („Kiefernstaat“). Die landschaftliche Schönheit zieht zahlreiche Touristen an. Der Acadia-Nationalpark ist der einzige Nationalpark der Gegend und einer der meistbesuchten in den USA.

### Ausdehnung des Staatsgebiets
Der Bundesstaat hat eine Ausdehnung von Nord nach Süd von 515 km zwischen 43° 4′ N und 47° 28′ N. Von Ost nach West hat der Bundesstaat eine Breite von 305 km zwischen 66° 57′ W und 71° 7′ W. Von den 91.646 km² Fläche sind 12,8 % (11.715 km²) Wasserflächen. Damit liegt Maine, obschon aufgrund der Lage, des Klimas und der Vegetation in den USA als nördlicher Staat wahrgenommen, südlicher als Deutschland. Der genannte nördlichste Punkt liegt gerade einmal sechs Bogenminuten oder elf Kilometer nördlicher als Deutschlands südlichster Punkt, das Haldenwanger Eck, während Maines südlichster Punkt knapp 80 km südlicher liegt als das mediterrane Florenz.

### Nachbarstaaten
Im Südosten von Maine befindet sich der Atlantik. Im Nordosten liegt die kanadische Provinz New Brunswick. Im Nordwesten befindet sich das ebenfalls kanadische Québec. Im Südwesten liegt New Hampshire. Maine ist der einzige US-Bundesstaat, der an genau einen anderen Bundesstaat grenzt.

### Gliederung
- Liste der Countys in Maine

### Klima
Maine liegt zwar allgemein in der kühl-gemäßigten Zone, lässt sich aber in etwa in drei klimatische Zonen einteilen: Das nördliche Binnenland, welches 60 % der Fläche umfasst und in dem Kontinentalklima herrscht, hat für die klimatische Region vergleichsweise warme Sommer, aber auch sehr harte Winter. Das südliche Binnenland ist der wärmste Teil Maines und von vergleichsweise warmen Sommern geprägt. Im etwa 30 km ins Land gehenden Küstenbereich schließlich sind aufgrund der Meeresnähe die Temperaturen gemäßigter als im Binnenland.
Wirbelstürme sind in Maine die Ausnahme, selten gibt es Orkane, häufig sind aber die „Küstenstürme“, die starken Regen und Wind bringen, mitunter auch Schnee im Winter.

## Geschichte

### Frühgeschichte

#### Paläoindianer

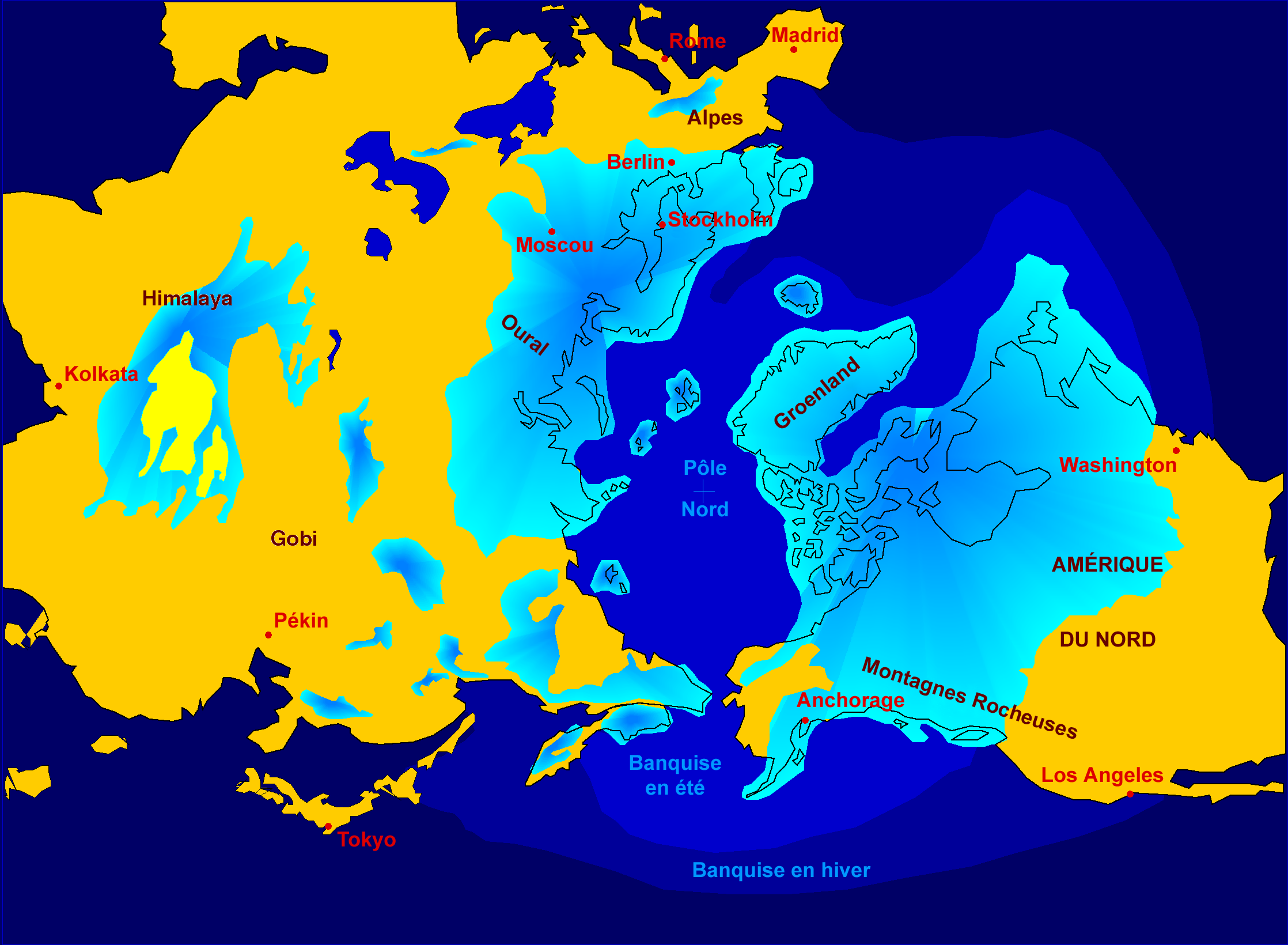
Der zirkumpolare Eispanzer der letzten Kaltzeit

Während der Eiszeiten, deren letzte als Wisconsin Glaciation bezeichnet wird, konnten auf dem Gebiet Maines kaum Menschen leben. Der Eisschild Nordamerikas erstreckte sich südwärts bis nach Pennsylvania. Im Gebiet von Maine ragte dieser Schild bis über 1500 m auf. Die großen Wassermengen, die in den Eismassen der Polargebiete gebunden waren, wurden den Ozeanen entzogen, so dass der Meeresspiegel über 100 m tiefer lag. Um 19.000 v. Chr. war die Vergletscherung am stärksten, um 16.000 v. Chr. begann der Rückzug der Gletscher, zwischen 13.000 und 12.000 v. Chr. gaben die Eismassen das Land auch in Maine frei. Um 9000 v. Chr. war der Bundesstaat eisfrei. Zugleich stieg der Meeresspiegel, so dass der Atlantik bis zu 100 km ins Land vorrückte. Dieser Effekt wurde partiell wieder aufgehoben, da das Land, das von den Eismassen befreit war, langsam anstieg. Dabei entstanden große Seen, wie der Degeer-See. Zwischen 8000 und 7000 v. Chr. lag der Meeresspiegel wieder rund 60 m unterhalb des heutigen Standes, die Küste lag bis zu 20 km östlich der derzeitigen Küstenlinie. Seither steigt der Meeresspiegel ungleichmäßig an, was zahlreiche Artefakte vernichtet haben dürfte.
Moose, Flechten und Gräser kehrten in das wasserreiche, immer noch kühle, jedoch eisfreie Gebiet zurück, später folgten Baumarten, die in der Tundrenlandschaft überleben konnten. Während Maines Norden und die Gebirgszonen noch lange eine Tundra blieben, siedelten sich im Süden Wälder aus Eichen, Lärchen und Ulmen an, wobei in der Mitte eher Birken, Fichten und Kiefern dominierten. Die Megafauna, die die Periode kennzeichnete, und deren Vertreter etwa Wollhaarmammut (Mammuthus primigenius), Präriemammut (Mammuthus jeffersonii oder columbi) sowie Mastodon waren, wurde durch Pferde, Bisons und Karibus ergänzt. Überreste eines Mammuts fanden sich bei Scarborough, die auf die Zeit um 12.200 Before Present datiert werden konnten. In Massachusetts verschwanden sie wohl erst nach 9000 v. Chr.

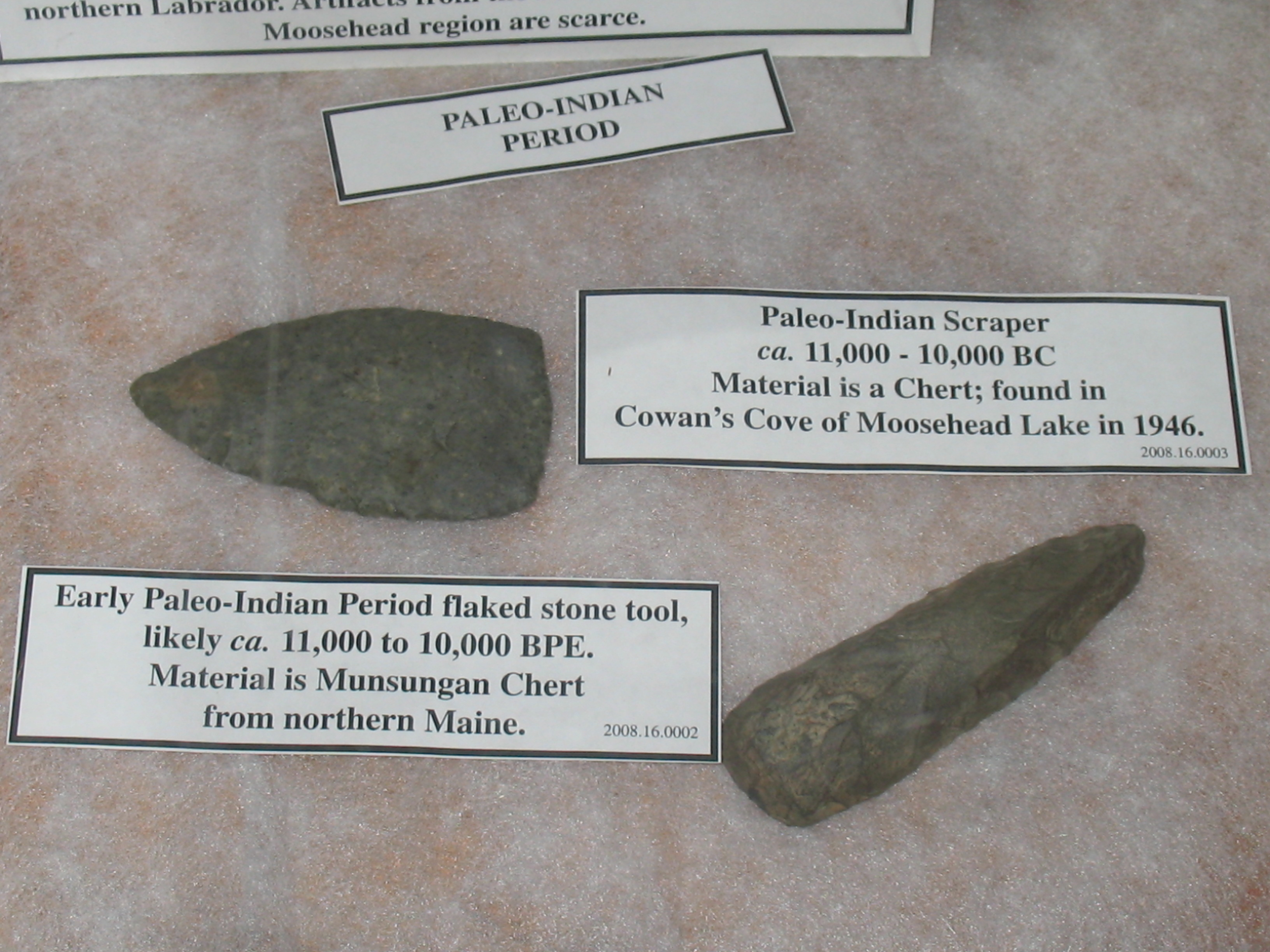
Der 1946 geborgene Kratzer aus der Cowan's Cave (Cowans Höhle) am Moosehead Lake ist das älteste menschliche Artefakt des Bundesstaats. Er wird etwa auf das 11. Jahrtausend v. Chr. datiert. Er ist Teil der Sammlung des Center for Moosehead History der Moosehead Historical Society.

Die ersten menschlichen Bewohner Maines jagten die Großsäuger, doch bis vor wenigen Jahrzehnten waren nur verstreute Funde ihrer Projektilspitzen bekannt, die bei Lebanon im äußersten Südwesten, Lewiston, Monmouth, Arrowsic, Boothbay, Rumford Center, am Graham- am Brassta- und am Flagstaffsee entdeckt worden waren. Erst in den späten 1970er Jahren fand man am Munsungan- und am Chasesee nördlich des Baxter State Parks zwei Werkstätten, Stellen also, an denen bestimmte Steinarten gewonnen und zu rohen Stücken verarbeitet wurden. Dadurch ließ sich der Prozess von der Gewinnung des Steins bis zur Herstellung von Speerspitzen, ebenso wie von Kratzern und Schabern rekonstruieren. Weitere Fundstätten am Magalloway River im Nordwesten von Maine gestatteten Schlüsse auf das Leben in den Lagern der Jäger, Fischer und Sammler. Die größte dieser Fundstätten ist die Vail site, die heute vom Wasser des Aziscohos Lake bedeckt ist. Um 9000 v. Chr. lag sie jedoch am Ostufer des Magalloway. An acht Stellen ließen sich Fundverdichtungen (loci) nachweisen, die Zelte der Bewohner maßen 4,5 mal 6 m und wurden von einer vertieft angelegten Feuerstelle erwärmt. Wahrscheinlich bestanden die loci nicht zur gleichen Zeit, sondern wurden saisonal in verschiedenen Jahren genutzt. Insgesamt fand man mehr als 4000 Werkzeuge, wobei die Projektilspitzen große Ähnlichkeiten zu denen der Debert site im kanadischen Neuschottland aufweisen. Auch wenn etwa 25 km nördlich der Stätte, im Quellgebiet des Magalloway, Stein gewonnen wurde, so stammten viele Sorten doch von den Champlain Lowlands im westlichen Vermont oder vom Munsungan-See, ja, sogar aus New York und Pennsylvania.
Ähnliches gilt für die Adkins site, doch bestehen die dortigen Artefakte zu einem Drittel der Masse aus kristallinem Quarz, hinzu kommen Rhyolith (wahrscheinlich aus New Hampshire). Diese variable Zusammensetzung der Rohmaterialien ist kennzeichnend für alle Fundstätten des Magalloway-Komplexes, wie etwa die Michaud site. Dort herrschen vier Feuersteinsorten vor, nämlich schwarzer und graugrüner, sowie Munsungan-Flint; Grünstein wurde nur für einfachste, grobe Werkzeuge eingesetzt. Im nahe gelegenen Moose Brooke entdeckte Henry Lamoreau die nach ihm benannte Fundstätte, die wohl in der gleichen Zeit bewohnt war, wie die Michaudstätte. Ähnlich wie diese beiden Stätten, lag die Dam site in Wayne in einem Gebiet alter Sanddünen, deren oberste Schicht vom Wind davongetragen wurde und so die Funde freigab. Auch hier fanden sich drei oder vier loci. Die Steinartefakte stammten aus weitem Umkreis, nämlich aus Neuschottland und Nordmaine im Norden, aus Zentralnewyork und Westvermont im Westen sowie aus Pennsylvania.
Generell sind die großen Fundstätten in Neuengland, in denen sich saisonal mehrere Familienverbände zusammenfanden, von einem Cluster kleinerer Lager umgeben. Wahrscheinlich bestimmten nicht nur Fundstätten besonders schöner oder praktischer Steine die saisonalen Wanderungen, sondern vor allem die Wanderungen der Beutetiere, allen voran der Karibus. Um 8000 v. Chr. endete die Herstellung der für die Paläoindianer kennzeichnenden kannelierten Spitzen, der fluted points.

#### Archaische Periode (8000–1500 v. Chr.)
Der Begriff archaische Periode wurde 1932 erstmals von William A. Ritchie aufgebracht und bezeichnet heute die Epoche zwischen den paläoindianischen Kulturen und den frühen bäuerlichen Kulturen Nordamerikas, also die Zeit zwischen etwa 8000 und 1500 v. Chr. Üblicherweise wird diese Epoche in eine Frühe, eine Mittlere und eine Späte Phase eingeteilt, deren Abgrenzungen um 6000 und um 4000 v. Chr. liegen.
Die Kultur der Paläoindianer war an eine offene Landschaft gebunden, jedoch breitete sich nun dichter Wald in Neuengland aus. Damit verschwanden die großen Tierherden, denen zudem der Rückzug der Gletscher weitere Wanderungen nach Norden gestattete. Darüber hinaus veränderte sich dieses Waldgebiet in Maine um 8000 v. Chr. von einer von Pappeln, Birken und Fichten dominierten borealen Landschaft in eine gemäßigte Region, in der ab etwa 7000 v. Chr. Eichen und Hemlocktannen zunahmen. Elche, Hirsche, Amerikanischer Schwarzbär (Ursus americanus) und zahlreiche andere Säugetiere dehnten ihren Lebensraum aus den südlichen und westlichen Gebieten nordwärts aus. Ob die Paläoindianer den Karibuherden folgten, oder ob sie sich den neuen Bedingungen anpassten, ist, im Gegensatz zum mittleren Westen und dem Südosten, wo eine Anpassung erfolgte, im Nordosten unklar. Zwar fanden sich in Québec keine kannelierten Spitzen, doch wurden dort neue Formen entwickelt, die möglicherweise eine Anpassung während der Nordwanderung darstellten.
Über die frühe archaische Phase ist wenig bekannt, was möglicherweise damit zusammenhängt, dass die meisten Menschen am Küstensaum lebten, so dass ihre Überreste durch den steigenden Meeresspiegel zerstört worden sind. An vielen Seen hingegen fiel zwischen 6500 und 3000 v. Chr. durch eine globale Erwärmung der Wasserspiegel. Es scheint, als seien die örtlichen Gesteinsarten weiterhin in Gebrauch gewesen, wenn auch härteren Steinen der Vorzug gegeben wurde. Doch kamen Techniken und möglicherweise neue Bewohner aus dem Süden, etwa aus dem heutigen North Carolina. Außerdem kamen Holzbearbeitungstechniken auf, wie der Bau von Einbäumen, wie sich insgesamt Wasserwege als die wichtigsten Verkehrswege, und Boote als Hauptfortbewegungsmittel etablierten. Dies glaubt man zumindest daraus schließen zu können, dass die Fundstätten dieser Zeit an Wasserwegen liegen. Statt Bisons und Karibus jagte man nun Bären, Hirsche, Biber und Bisam, Vögel und Schildkröten. Spuren von Ritualen fanden sich vielfach, die Toten wurden verbrannt.
Die Menschen der nachfolgenden, mittleren archaischen Periode setzten diesen Lebensstil fort. Doch als auffällige Neuerungen nutzte man geriefte oder gekerbte Beile (grooved axes) und Speerschleudern (möglicherweise mit Gewichten). Sie stammten wahrscheinlich von mittelarchaischen Gruppen aus dem Süden; hingegen wurden vor Ort so genannte „ground slate points“ hergestellt. Sie bestanden aus Schiefer, ein Material, das weniger geeignet, aber in Maine bei Weitem nicht so selten wie Feuerstein war. Auch wurden aus diesen häufigeren Materialien wie Quarz und Schiefer Messer hergestellt. Weiterhin lebten Gruppen von 20 bis 25 Mitgliedern meist an Ufern und Küsten. Am Sebasticook Lake bei Newport konnte man ein Fischwehr nachweisen. Anscheinend war Aal der bevorzugte Fisch. Bei Begräbnisritualen wurde nun vielfach Ocker benutzt.
Die späte archaische Periode wird in zwei Phasen eingeteilt, nämlich die Vergennes-Phase ab 3000 v. Chr. und die Small Stemmed Point Tradition, die etwa in derselben Zeit begann und gleichfalls bis 1500 v. Chr. reichte. Sie war durch kleine gestielte oder geschäftete Projektilspitzen gekennzeichnet. Die Vergennesphase ist in Maine selten anzutreffen, doch wurden Otter Creek Points gefunden, Speerspitzen, die zu dieser Phase gehören und die der Jagd auf große Tiere dienten. Möglicherweise gehörten diese Artefakte zu kleinen Gruppen, die in das Gebiet von Maine eingedrungen waren. Kleine gestielte Speerspitzen, meist aus Quarz, sind zwar in Neuengland verbreitet, in Maine jedoch seltener und dort fast ausschließlich an der Küste. Die Spitzen dienten der Jagd auf Hirsche, jedoch spielten Muscheln und Fische, insbesondere Kabeljau oder Dorsch (Gadus morhua) eine bedeutende Rolle. Eine weitere Gruppe ist in der Moorehead-Phase repräsentiert, die gleichfalls von 3000 bis 1500 v. Chr. belegbar ist. Die Menschen nutzten rote Farbe bei Begräbnissen und verbrannten dabei persönlichen Besitz der Toten, wie Waffen oder Werkzeuge, aber auch Schmuck und schöne Gegenstände. Ihre Kultur wies so starke Ähnlichkeiten mit der der kanadischen Seeprovinzen bis nach Neufundland auf, dass man annimmt, sie gehörten einer weiträumigen, übergreifenden Kultur an.

#### Waldland-Periode, Handelskriege, Bevölkerungszusammenbruch durch Epidemien

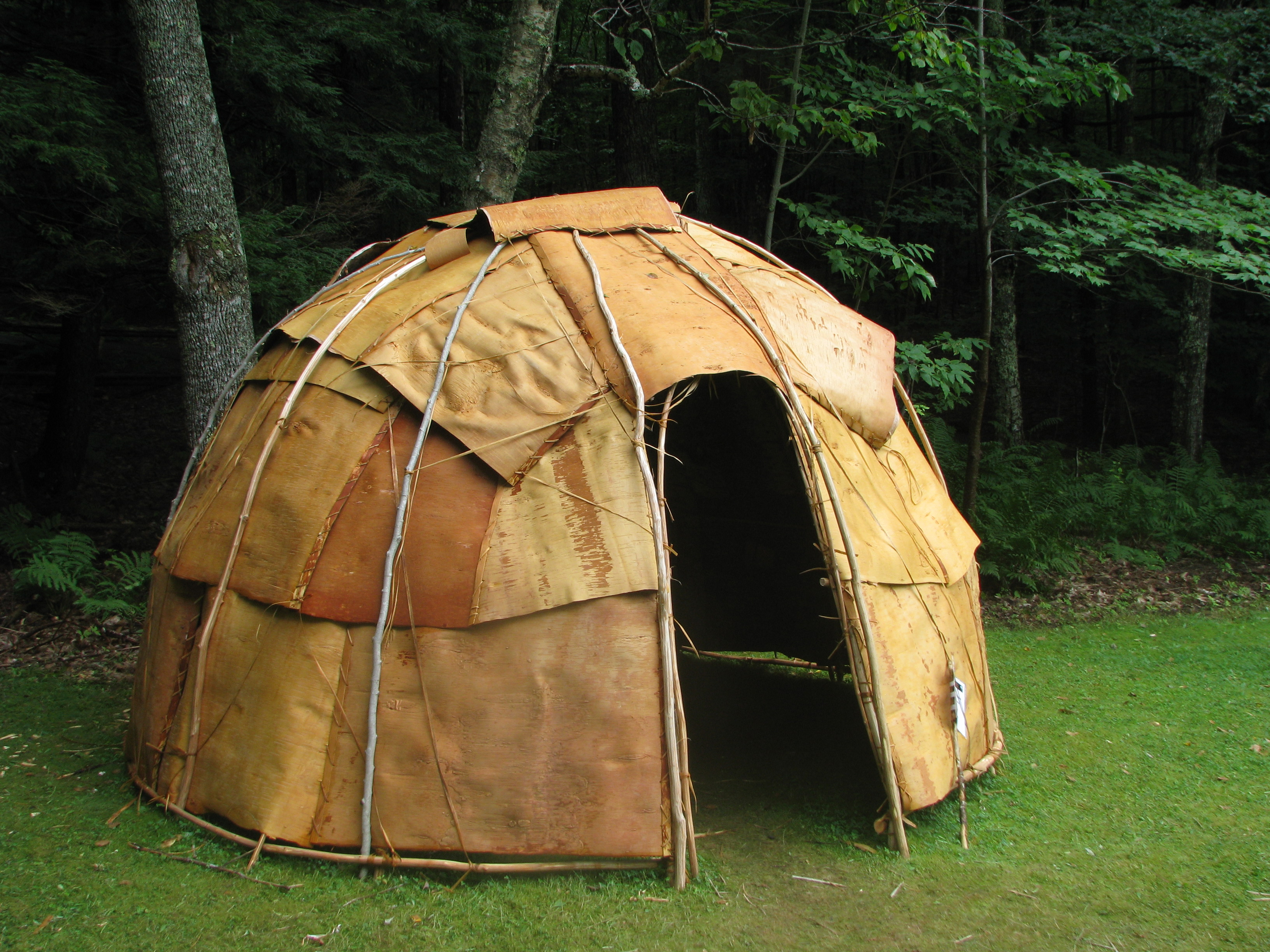
Wigwam, das im Acadia-Nationalpark errichtet wurde. Seine Decke besteht aus Birkenrinde.

Die Waldlandkultur (woodland culture) folgte der archaischen Periode. Um 800 war sie durch Birkenrindenkanus, Wigwams und vor allem Keramik gekennzeichnet. Die Bewohner des heutigen Maine waren Algonquin sprechende Indianer der östlichen Abenaki der Stämme der Pigwacket, Arosaguntacook, Kennebec und Penobscot sowie spätestens in historischer Zeit kleinere Stämme wie die Amaseconti, Arsicantegou, Kwapahag, Ossipee, Rocameca und Wewenoc, zudem Mi'kmaq, Maliseet und Passamaquoddy.

##### Mi’kmaq
Die Mi’kmaq, von denen heute in den USA nur die in Maine lebende Aroostock Band of Micmac staatlich anerkannt ist, kamen als erste mit Europäern in Kontakt. Sie nutzten Petroglyphen als Mittel der Kommunikation mit transzendenten Mächten. Ihre Dörfer waren sieben verschiedenen politischen Zentren zugeordnet. Jedes Dorf hatte einen Häuptling, Ältere, einen Frauenrat und einen Grand chief oder Oberhäuptling. Die Dörfer bestanden aus Wigwams, in denen 10 bis 20 Menschen lebten. Sie folgten saisonal vor allem den Elchen, jagten aber auch Hirsche oder Karibus, wobei sie Ahornbögen benutzten. Im Sommer lebten sie in Fischerdörfern an der Küste. Einen Elch erlegt zu haben war die Voraussetzung, sich in den politischen Körperschaften zu betätigen. Die Mi’kmaq-Konföderation stellte ein loses Bündnis zahlreicher Gruppen dar, die interne Organisation folgte Gesetzmäßigkeiten der Clans.
Giovanni Caboto brachte 1497 drei Mi’kmaq nach England. Schon bald handelten die Indianer mit den Europäern, wobei Felle und Fische die Hauptgüter waren. 1564 bis 1570 wütete eine erste Epidemie unter den Mi’kmaq, 1586 war es Typhus. Derweil profitierten Penobscot und Abenaki stärker vom Handel, so dass sie die Vormacht der Mi'kmaq bedrohten. 1607 bis 1615 kam es zum offenen Krieg zwischen Abenaki und Penobscot auf der einen und Mi'kmaq und Maliseet auf der anderen Seite. Als einige Mi’kmaq den Sachem (Häuptling) der Penobscot töteten, endete der Krieg. Die Sieger überfielen zahlreiche Abenaki-Dörfer. Dabei schleppten sie Krankheiten ein, die drei Viertel der Stammesangehörigen das Leben kosteten. 1620 lebten nur noch 4.000 der zuvor etwa 20.000 Mi’kmaq in Maine.

##### Maliseet und Passamaguoddy
Die Maliseet standen oftmals mit den Mi'kmaq im Bunde. Ihr Name stammt von den mächtigen Nachbarn und er bedeutet „Volk, das nicht richtig sprechen kann“. Sie selbst nennen sich Wolastoqiyik. Wolastoq ist ihr Name für den Saint John River, den „leuchtenden Fluss“. Diesen Fluss wanderten sie im Frühjahr abwärts, im Herbst aufwärts. Sie jagten, fischten, trieben aber auch Ackerbau.
1604 kam es durch Samuel de Champlain zu einer ersten Begegnung mit Europäern; zu dieser Zeit standen sie im Krieg mit den Abenaki. Sie begrüßten den Franzosen mit Biberpelzen und Karibufleisch. Missionare bekehrten einen Teil des Stammes zum Christentum, der andere Teil hielt an ihrer Religion, Midewin genannt, fest.
Sie waren nah verwandt mit den Passamaguoddy, so dass sie von Europäern gemeinsam als „Etchmins“ bezeichnet wurden. Wie die Mi'kmaq litten die Passamaguoddy, die überwiegend an der Flussmündung lebten und nur wenn es notwendig war, auf die Jagd gingen, unter schweren Epidemien. Auch ihre Bevölkerung brach von etwa 20.000 auf 4000 zusammen. 1586 folgte eine Typhusepidemie. Die wenigen Überlebenden fanden sich mit Abenaki und Penobscot in der Wabanaki-Konföderation zusammen.

##### Penobscot
Die Penobscot lebten überwiegend von der Jagd auf Bären, Biber, Elche und Otter, doch fischten sie auch und betrieben Ackerbau. Nur im Winter zogen sie in wildreichere Gebiete. Durch den Handel mit den Europäern gingen bald die Biberbestände zurück, da die Felle und Pelze dieser Tiere das Haupttauschmittel gegen europäische Güter, wie Gewehre, Werkzeuge, Pfannen und Töpfe, Tabak, Mehl oder Zucker waren. Auch sie litten unter Epidemien und dem Konsum von Alkohol, gerieten zudem in Auseinandersetzungen mit der Wabanaki-Konföderation um Handelsvorrechte. Die wenigen Überlebenden ließen sich taufen, doch gerieten sie Mitte des 17. Jahrhunderts in Konflikte mit den Mohawk. Gab es zu Beginn des Kontakts mit den Europäern noch etwa 10.000 Penobscot, so zählte man 1803 nur noch 347.

##### Pennacook
Reichliche Niederschläge, dazu kalte und lange Winter, machten die Bodenbebauung, etwa den Anbau von Kürbissen schwierig. Jagd und Fischfang waren daher die Hauptnahrungsquellen. Ahornbäume lieferten Sirup und Zucker. Die im Süden New Hampshires lebenden Penacook genossen hingegen ein milderes Klima. Sie bauten Mais, Bohnen und Kürbisse an, die in Maine kaum gediehen. Doch 1668 trieben die Mohawk die Pennacook durch New Hampshire in das südliche Maine. Die vielleicht 2500 Überlebenden schlossen sich der Wabanaki-Konföderation an, ihre Nachfahren sind heute in der Cowasuck Band of the Pennacook-Abenaki People organisiert und leben in den Bundesstaaten Vermont, New Hampshire und Massachusetts, andere leben in Kanada.

### Erste Europäer, englisch-französischer Streit, Abenaki und Mohawk
Von 1497 bis 1499 hielt sich Giovanni Caboto, Italiener in englischen Diensten, an der amerikanischen Ostküste auf. Anfang des 17. Jahrhunderts beanspruchte der englische König James I. mit Hinweis auf die Reisen „John Cabots“ das gesamte Territorium Neuenglands.
Doch die ersten europäischen Siedler waren 1604 Franzosen. Samuel de Champlain versuchte auf Saint Croix Island eine Kolonie zu errichten, doch wurde sie 1607 nach Port Royal im späteren Neuschottland verlagert. In diesem Jahr kam es zu einem Angriff der Souriquois auf Almouchaquois am Saco River. Erstere lassen sich nur durch die relativ lange Wortliste in Marc Lescarbots Histoire de la Nouvelle France mit einer der heutigen Stammesgruppen identifizieren, nämlich den Mi'kmaq, die auch heute noch in der Region leben. Bereits damals spielte der Pelzhandel eine wichtige Rolle für die Wabanaki. Bessabez war Häuptling und beherrschte den Handel im großen Gebiet zwischen Mount Desert Island und dem Saco River, bekannt als Mawooshen. 1604 traf er Champlain, der den Penobscot River hinabfuhr. Er kam jedoch bei Kämpfen mit Etchemin-Stämmen 1615 ums Leben. 1616–1619 töteten Pockenepidemien wahrscheinlich drei Viertel der Indianer von Maine.
1607 siedelten sich die ersten von der Plymouth Company unterstützten Engländer an. George Popham und Raleigh Gilbert versuchten die Popham Colony an der Mündung des Kennebec zu errichten. Sie musste jedoch nach Pophams Tod 1608 aufgegeben werden. Hingegen überlebte die Kolonie Jamestown im südlicheren Virginia, und von dort kamen bereits 1610 erstmals Fischer an die Küste von Maine. Sie richteten dort erste feste Stationen ein.
Doch die englischen und französischen Kolonien bekämpften einander. Zwar konnte Biard, ein französischer Jesuit, 1613 eine Siedlung am Somes Sound auf Mount Desert Island gründen, das die Penobscot Pemetic (abschüssiges Land) nannten, doch der englische Kapitän Samuel Argall aus Virginia zerstörte die französischen Siedlungen am Somes Sound, von Port Royal und auf St. Croix Island. 1614 kam John Smith nach Maine und verfasste seine Description of New England, die einige Engländer zur Auswanderung dorthin bewog.
Die Küstengebiete wurden ab 1621 vom König an den Council for New England vergeben, eine Gruppe Adliger, die das Gebiet besiedeln wollte. Daher gilt Ferdinando Gorges, der „Vater der englischen Kolonisation“, ab 1622 auch als Gründer von Maine. Sein Interesse an der Kolonisierung war durch Kapitän George Weymouth geweckt worden, der ihm gefangene Indianer präsentiert hatte. Er war als Teilhaber der Plymouth Company an der gescheiterten Popham-Kolonie beteiligt. Zusammen mit John Mason erhielt er 1622 eine Landschenkungsurkunde für ein Gebiet, das zunächst zwischen Merrimack und Kennebec lag. 1625 entstand ein Handelsposten in Pejepscot, 1628 bestanden Posten in Cushnoc (Augusta) und auf Richmond Island. 1634 entstand die erste Sägemühle Nordamerikas am Piscataqua River, 1636 tagte das erste Gericht in Saco im Süden Maines. Das östliche, weniger besiedelte Maine nördlich des Kennebec wurde im 17. Jahrhundert als Territorium von Sagadahock bezeichnet. 1630 wurden die Siedlungsbemühungen der in diesem Jahr gegründeten Massachusetts Bay Colony verstärkt. Es entstanden Siedlungen in York, Cape Porpoise und Saco, 1631 in Kittery.
Die Franzosen verfolgten ihrerseits weiterhin ihr Ziel, die Region für Neufrankreich, ihre amerikanische Kolonie zu gewinnen. 1640 wurde der erste Abenaki-Häuptling von französischen Missionaren für den Katholizismus gewonnen und Jean Baptiste getauft. 1671 wurde der Osten Maines wieder französisch. Kurzzeitig schien es, als würde Mount Desert Island von Franzosen besiedelt werden. 1688 wurden Antoine Laumet etwa 400 km² Land an der Küste einschließlich der ganzen Insel zugesprochen. Laumet, der sich selbst den Titel Sieur de la Mothe Cadillac verliehen hatte, wollte dort eine Feudalherrschaft errichten, doch scheiterte das Vorhaben.
Doch nicht nur Engländer und Franzosen bekämpften sich gegenseitig. 1642 überfielen Mohawk den Westen Maines, 1661 töteten Abenaki 30 der angreifenden Mohawk bei dem Versuch, ihr Gebiet den Irokesen zu unterwerfen. Im nächsten Jahr schlugen die Mohawk zurück und attackierten Etchemin; dabei kamen beinahe 100 Gegner ums Leben oder wurden gefangen genommen. Erst 1671, als der überwiegende Teil der Stämme bereits schweren Epidemien zum Opfer gefallen war, kam es zu einem Friedensschluss.

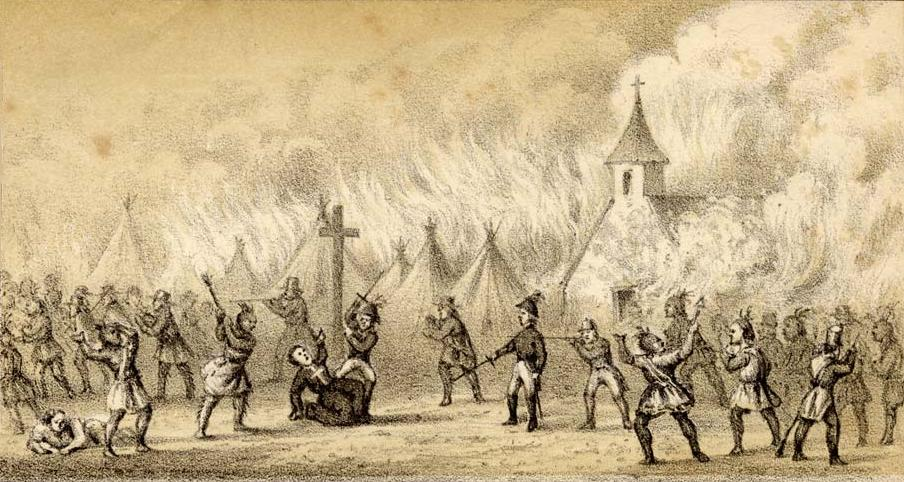
Tod des Jesuitenpaters Sebastien Rale am 23. August 1724, Darstellung von 1856

Das Gebiet in seinen damaligen Grenzen, also der Südwesten Maines, wurde 1652 Teil der Massachusetts Bay Colony. Um 1690 schien es beinahe, als würde es Franzosen und Abenaki gelingen, die englisch-protestantischen Kolonisten aus Maine zu vertreiben. William Dummer, der von London eingesetzte Gouverneur der Kolonie, setzte sich zum Ziel, die Abenaki und die französischen Jesuiten unter Führung von Sebastien Rale zu vernichten. Dieser kämpfte sowohl im König-Williams-Krieg (1689–1697) als auch im Königin-Anne-Krieg (1702–1713) gegen die Engländer. Während des Krieges von 1722 bis 1725 kam der Jesuitenpater beim Massaker von Norridgewock, das heute beschönigend als „Battle of Norridgewock“ bezeichnet wird, ums Leben. Bezeichnenderweise wird dieser Krieg von den Angelsachsen mit verschiedenen Namen belegt, darunter „Father Rale’s War“ oder „Governor Dummer’s War“, während die Frankophonen ihn meist als „Guerre anglo-wabanaki“ bezeichnen. Nach der Niederlage der Franzosen in den 1740er Jahren fiel das Gebiet östlich des Penobscot unter die nominelle Verwaltung der Provinz Neuschottland.
Streitigkeiten zwischen Briten und Amerikanern gingen dann vom Amerikanischen Unabhängigkeitskrieg bis zum Krieg von 1812, der bis 1814 dauerte. Britische Truppen besetzten Maine in beiden Konflikten.

### Bundesstaat der USA, Grenzkonflikte
Nach der Unabhängigkeit der USA war Maine, obwohl nicht direkt daran angrenzend, bis 1820 ein Teil des Bundesstaats Massachusetts. Im Krieg von 1812 besetzte Großbritannien acht Monate lang fast das gesamte östliche Maine und beabsichtigte, es dauerhaft für Kanada zu annektieren. Auch nach dem Friedensschluss von 1814 blieb die Grenze zwischen Kanada und den USA unklar. Durch den Missouri-Kompromiss, der vorsah, dass der Sklavenstaat Missouri in die Union aufgenommen werden könnte, wenn gleichzeitig ein nicht sklavenhaltender Staat aufgenommen würde, um den Stimmengleichstand im Senat der Vereinigten Staaten zu erhalten, wurde es von Massachusetts abgetrennt und am 15. März 1820 als 23. Bundesstaat in die Union aufgenommen. Daher war neben Maine auch Massachusetts beteiligt, denn ein großer Teil des umstrittenen Gebiets am Saint John und Madawaska war noch in seinem Besitz. Die Mehrzahl war französischer Abstammung, während die ab den 1820er Jahren einwandernden Siedler vor allem Amerikaner und Briten waren, die überwiegend am Aroostook und westlich des Saint John lebten. Die Frankophonen waren so genannte Brayons und betrachteten sich als Angehörige der inoffiziellen République du Madawaska. John Baker hisste am 4. Juli 1827 eine amerikanische Flagge am Westufer des Saint John beim heutigen Baker Brook. Er erklärte seinen Wohnort zur Hauptstadt der Republik Madawaska, doch wurde er von der britischen Kolonialbehörde umgehend festgesetzt, bis er eine Geldstrafe gezahlt hatte. Im Sommer 1830 wurden Truppen eingesetzt und der britische und der amerikanische Außenminister sahen sich zu einem Treffen veranlasst. König Wilhelm I. der Niederlande versuchte, im Grenzstreit zu vermitteln, und London akzeptierte seinen Vorschlag. Doch der Bundesstaat Maine lehnte ab, Präsident Andrew Jackson wurde eingeschaltet, der Senat lehnte den Vermittlungsvorschlag schließlich ab.
Maines Hauptstadt war ursprünglich Portland, bis 1832 Augusta diese Rolle übernahm. Die endgültige Grenze zu New Brunswick wurde 1842 nach dem Aroostook-Krieg (1838/39) im Webster-Ashburton-Vertrag festgelegt. Bis dahin war es immer wieder zu Auseinandersetzungen gekommen. Im Februar 1839 hatte Maine tausend Freiwillige zur Verstärkung an den oberen Aroostook geschickt. Auf der anderen Seite sammelten sich britische Truppen, die Mohawk boten ihre Unterstützung an und Neubraunschweigs Streitkräfte sammelten sich am Saint John. Damit standen rund 32.000 Bewaffnete im umstrittenen Gebiet.
Der Kongress genehmigte eine Streitmacht von 50.000 Mann, während Maine 3000 bis 10.000 Milizionäre bereitstellte. General Winfield Scott, der die Zwangsumsiedlung der Cherokee geleitet hatte, wurde in die Konfliktregion abkommandiert. Er veranlasste, dass die Milizen aus Maine im Mai und Juni 1839 zurückgerufen und gegen reguläre Truppen ausgetauscht wurden. Im Spätsommer begann der Bau von Fort Fairfield und Fort Kent. 1840 gründete Maine das Aroostook County. Schließlich einigten sich die beteiligten Staaten auf eine Grenzkommission und am 9. August 1842 wurde der Webster-Ashburton-Vertrag unterzeichnet, der die Grenzstreitigkeiten beendete. Er billigte den USA 18.170 und Kanada 12.890 km² des umstrittenen Gebiets zu. Die Wohngebiete der Brayons wurden geteilt, was wiederum die Ursache für die heutige Zweisprachigkeit Maines wurde.

### Sezessionskrieg bis heute
Maine war der erste Staat im Nordosten, der die Anti-Sklavereibewegung unterstützte. Während des Sezessionskrieges (1861–1865) stand die Bevölkerung Maines treu zur Union und schickte prozentual gesehen die meisten Soldaten pro Bundesstaat.
Im 20. Jahrhundert hatte Maine mit dem Rückgang der Textilindustrie und Schifffahrtsindustrie zu kämpfen, so dass es zum ärmsten Staat im Nordosten wurde und blieb.
Ab 1943 befand sich in Maine der US-Marine-Stützpunkt Brunswick Naval Air Station, der die einzige Militärbasis in New England darstellte. Stationiert waren hier Seeaufklärungs- und Transporteinheiten. 2005 wurde die Schließung des Stützpunktes und die Verlegung der Einheiten nach Florida beschlossen. Nachdem die letzte Staffell den Stützpunkt 2009 verlassen hatte, wurde er 2011 offiziell außer Betrieb genommen.

## Bevölkerung

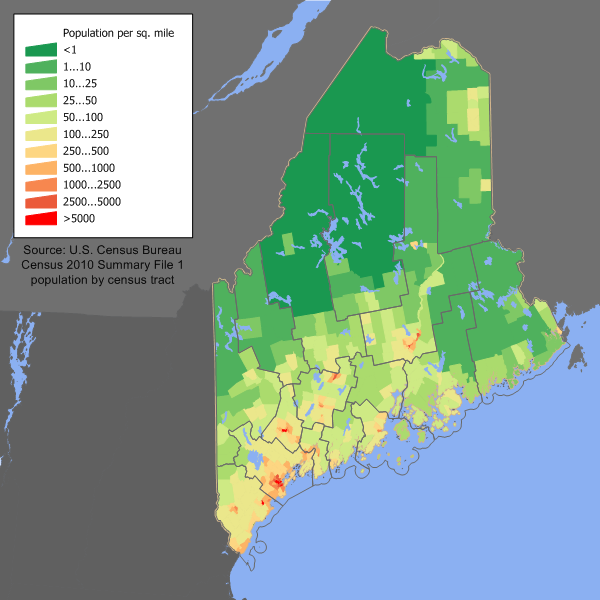
Bevölkerungsdichte in Maine laut Zensus 2010

Maine hat 1.328.361 Einwohner (Stand: Census 2010). Davon waren 95,2 % Weiße, 1,2 % Schwarze und Afro-Amerikaner, 1,0 % Asiaten, 0,6 % Indianer, knapp 0,3 % Hawaiianer und Pazifikinsulaner, 0,3 % anderer Ethnizität und 1,6 % zweier oder mehrerer Ethnizitäten. Maine hat mit ca. 20 % die meisten Einwohner im Alter über 65 Jahre.

### Größte Städte
| Ort            |                |  |        | Einwohner |
| Portland       | Portland       |  | 68.408 | 68.408    |
| Lewiston       | Lewiston       |  | 37.121 | 37.121    |
| Bangor         | Bangor         |  | 31.753 | 31.753    |
| South Portland | South Portland |  | 26.498 | 26.498    |
| Auburn         | Auburn         |  | 24.061 | 24.061    |
| Biddeford      | Biddeford      |  | 22.552 | 22.552    |
| Sanford        | Sanford        |  | 21.982 | 21.982    |
| Scarborough    | Scarborough    |  | 22.135 | 22.135    |
| Brunswick      | Brunswick      |  | 21.756 | 21.756    |
| Westbrook      | Westbrook      |  | 20.400 | 20.400    |
| Saco           | Saco           |  | 20.381 | 20.381    |
| Augusta        | Augusta        |  | 18.899 | 18.899    |
| Census 2020    |                |  |        |           |

### Sprachen
Die in Maine am weitesten verbreitete Sprache ist Englisch, gefolgt von Französisch. Frankophone leben vor allem im Norden, wo sie Brayons genannt werden. 1993 waren auch die Bewohner von Fort Kent, Van Buren und Madawaska zu 88 % mit Französisch aufgewachsen. Bis 1960 war das Französische in der Politik Maines obsolet und Schulunterricht in dieser Sprache war ausdrücklich verboten. Allein von 1987 bis 1991 ging ihr Gebrauch um 18 % zurück. Im Zensus 2012–2016 gaben sogar nur rund 40.000 Personen, also etwa 3 % der Bevölkerung des Bundesstaates Maine an, Französisch zu beherrschen. Andererseits intensiviert sich der Kontakt mit den Frankokanadiern auf der anderen Seite des Saint-John-Flusses, wo Edmundston die französischsprachige Metropole darstellt.
Daneben existieren die indianischen Sprachen Abenaki, Micmac und Passamaquoddy, die zu den Algonkin-Sprachen gehören. Hinzu kommen Sprachen der Zuwanderer, wie jüngst mehrere Tausend Somalier.

### Religionen
Die mitgliederstärksten Religionsgemeinschaften waren im Jahre 2000 die römisch-katholische Kirche mit 283.024, die United Methodist Church mit 31.689 und die United Church of Christ mit 29.122 Anhängern.
Laut einer Studie aus dem Jahr 2010 hat Maine mehr nicht-religiöse Bewohner als jeder andere Bundesstaat der Vereinigten Staaten.

### Bildung
Die wichtigsten staatlichen Hochschulen sind in dem University of Maine System mit Hauptstandort in Orono zusammengefasst. Weitere Hochschulen sind in der Liste der Universitäten in Maine verzeichnet.

## Politik
| Jahr | Republikaner   | Demokraten     |
| ---- | -------------- | -------------- |
| 2024 | 45,5 % 377.837 | 52,4 % 435.351 |
| 2020 | 44,0 % 360.737 | 53,1 % 435.072 |
| 2016 | 44,9 % 335.593 | 47,8 % 357.735 |
| 2012 | 41,0 % 292.276 | 56,3 % 401.306 |
| 2008 | 40,4 % 295.273 | 57,7 % 421.923 |
| 2004 | 44,6 % 330.201 | 53,6 % 396.842 |
| 2000 | 44,0 % 286.616 | 49,1 % 319.951 |
| 1996 | 30,8 % 186.378 | 51,6 % 312.788 |
| 1992 | 30,4 % 206.504 | 38,8 % 263.420 |
| 1988 | 55,3 % 307.131 | 43,9 % 243.569 |
| 1984 | 60,8 % 336.500 | 38,8 % 214.515 |
| 1980 | 45,6 % 238.522 | 42,3 % 220.974 |
| 1976 | 48,9 % 236.320 | 48,1 % 232.279 |
| 1972 | 61,5 % 256.458 | 38,5 % 160.584 |
| 1968 | 43,1 % 169.254 | 55,3 % 217.312 |
| 1964 | 31,1 % 118.701 | 68,8 % 262.264 |
| 1960 | 57,1 % 240.608 | 43,0 % 181.159 |

### Wahlverhalten
Der Bundesstaat Maine zeichnet sich politisch in erster Linie durch das differenzierte Wahlverhalten seiner Bürger aus. Zwar wählte Maine von 1992 bis 2012 bei Präsidentschaftswahlen stets demokratische Kandidaten, stellte aber von 1995 mit Olympia Snowe und Susan Collins zwei weibliche Senatoren, die – allerdings als deren mit Abstand liberalste Fraktionsmitglieder – der Republikanischen Partei angehören. Nach Snowes Verzicht auf eine erneute Kandidatur im Jahr 2012 wurde der ehemalige Gouverneur Angus King als unabhängiger Kandidat zu ihrem Nachfolger gewählt. Damit ist Maine neben New Hampshire der einzige der „New England States“, der keine klare Bindung zur Demokratischen Partei hat. Das Gouverneursamt übt seit Januar 2019 die Demokratin Janet T. Mills aus.

### Wahlmännerstimmen –  Präsidentschaftswahl
Die Vergabe der Wahlmännerstimmen Maines unterscheidet sich durch das besondere Wahlrecht von der anderer Bundesstaaten der USA. Maine vergibt zwei seiner insgesamt vier Wahlmännerstimmen an den Sieger im Gesamt-Staat. Die zwei restlichen Wahlmänner werden durch die „Popular Vote“ in den beiden Kongresswahlbezirken Maines bestimmt. Damit ist es möglich, dass ein Kandidat den Gesamtbundesstaat und nur einen der beiden Wahlbezirke gewinnt, sein Gegner aber im zweiten Distrikt vorne liegt. In diesem Fall geben für Maine im Electoral College drei der Wahlmänner ihre Stimmen für den ersten und einer seine Stimme für den zweiten Kandidaten ab. Dieses „Splitting the Votes“ ist seit Wiedereinführung dieses Wahlmodus (1972) in Maine das erste Mal bei der Wahl 2016 eingetreten. Hillary Clinton erhielt drei Stimmen und Donald Trump eine Stimme. Der einzige andere Bundesstaat, der auch nach diesem Verfahren wählt, ist Nebraska.

### Kongress
- Liste der Senatoren der Vereinigten Staaten aus Maine
- Liste der Mitglieder des US-Repräsentantenhauses aus Maine

### Mitglieder im 119. Kongress
|  | Name                  | Mitglied seit | Parteizugehörigkeit |
|  | --------------------- | ------------- | ------------------- |
|  | Chellie Marie Pingree | 2009          | Demokrat            |
|  | Jared Forrest Golden  | 2019          | Demokrat            |

|  | Name                    | Mitglied seit | Parteizugehörigkeit |
|  | ----------------------- | ------------- | ------------------- |
|  | Angus Stanley King, Jr. | 2013          | Unabhängig          |
|  | Susan Margaret Collins  | 1997          | Republikaner        |

### Gleichgeschlechtliche Ehe
Am 6. November 2012 entschied sich die Bevölkerung von Maine in einem Referendum mehrheitlich dafür, gleichgeschlechtlichen Paaren die gesetzliche Möglichkeit zur Eheschließung zu geben. Zwischen dem 6. Mai 2009 und dem 3. November 2009 war Maine schon einmal kurzzeitig der fünfte Bundesstaat der USA gewesen, der gleichgeschlechtliche Ehen ermöglicht hatte – allerdings hatte damals eine Mehrheit von 53 % der Wähler durch ihre Stimmabgabe bei einer Volksabstimmung die Eheschließung wieder auf heterosexuelle Paare beschränkt.

### Legalisierung von Marihuana
Im November 2016 entschied sich die Mehrheit bei einer Volksabstimmung für die Legalisierung von Verkauf und Besitz von Marihuana in kleinen Mengen für Erwachsene über 21 Jahren.

### Kampagne der US-Bundesverwaltung gegen den US-Bundesstaat Maine im März 2025
Während einer Ende Februar 2025 stattfindenden Veranstaltung der National Governors Association im Weißen Haus kam es zu einer Auseinandersetzung zwischen Donald Trump mit der amtierenden Gouverneurin, Janet Trafton Mills. Präsident Trump konfrontierte Gouverneurin Mills direkt und suchte die Auseinandersetzung über das von ihm verfügte – vom Bundesstaat Maine bislang missachtete – "Verbot von Transgender-Athletinnen im Frauensport" gemäß seiner Anordnung vom 5. Februar 2025. Die Gouverneurin widersprach dem Präsidenten mit den Worten: "Wir sehen uns vor Gericht" („See you in court“). Zudem machte sie geltend, ihr Staat werde sich an das Bundesrecht halten.
Diese Weigerung, sich dem Druck des Präsidenten zu beugen, und ihre direkte Erwiderung zogen diverse Maßnahmen der Bundesverwaltung gegen den Bundesstaat Maine nach sich:
1. Der amtierende Leiter der Social Security Administration (SSA) – die die Social Security organisierende Behörde–, Leland Dudek, ordnete Ende Februar 2025 die Kündigung von zwei Verträgen zur Datenerfassung mit Maine an. Ein ranghoher Beamter warnte Dudek davor, dass dieser Schritt zu einer Zunahme von Betrugsfällen führen würde. Dudek wies diese Bedenken jedoch zurück. In einer internen E-Mail legte Dudek seine Motivation offen: Er bezeichnete Gouverneurin Mills’ Verhalten gegenüber Präsident Trump als "respektlos" und "unprofessionell". Obwohl er einräumte, dass die Vertragskündigung zu mehr ungerechtfertigten Zahlungen führen und Identitätsdiebstahl durch Betrüger begünstigen würde, bestand er auf der Maßnahme. Er wies seine Mitarbeiter wörtlich an: "Bitte kündigen Sie die Verträge. Auch wenn unsere ungerechtfertigten Zahlungen steigen und Betrüger Identitäten kompromittieren könnten, wird kein Geld aus dem öffentlichen Treuhandvermögen "an ein bockiges Kind gehen", wobei er sich mit "bockiges Kind" ("petulant child")[34] auf die Gouverneurin bezog[35]. Diese Anweisung wurde später wieder rückgängig gemacht. Die Aufdeckung dieser E-Mail und der darin genannten Motive führte dazu, dass der demokratische Abgeordnete Gerry Connolly den Rücktritt Dudeks forderte.[29]
2. Unabhängig von dem SSA-Vorfall leitete das US-Bildungsministerium unter Trump eine Untersuchung gegen Maine ein.
3. Das US-Landwirtschaftsministerium fror Bundesmittel für Bildungsprogramme[36] in Maine ein.[37]
4. Nach der Auseinandersetzung zwischen Trump und Mills informierte die NOAA Maine postalisch über die Streichung von Fördermitteln für das Programm "Maine Sea Grant".[38][39]
5. Neben den behördlichen Maßnahmen reagierte Präsident Trump auch persönlich auf die Auseinandersetzung. Er veröffentlichte auf seiner Social-Media-Plattform einen Beitrag, in dem er von Gouverneurin Mills eine "uneingeschränkte Entschuldigung" ("full throated apology") verlangte.[40] Er fügte hinzu, er sei sicher, dass sie dies "ganz leicht" tun könne.[29][41]

Der Generalstaatsanwalt von Maine, Aaron Frey, reichte am 7. April 2025 vor einem Bundesgericht Klage ein und bezeichnete die Aussetzung als „illegale Zurückhaltung von Fördermitteln, die für die Ernährung von Kindern bestimmt sind“ des Landwirtschaftsministeriums (s. vorstehend 3.). Die Klage zielt auf eine einstweilige Verfügung ab, die dem Landwirtschaftsministerium der USA  verbietet, zur Auszahlung anstehende Bundesmittel zurückzuhalten, bis ein Gericht den Fall verhandeln kann.

## Wirtschaft und Infrastruktur

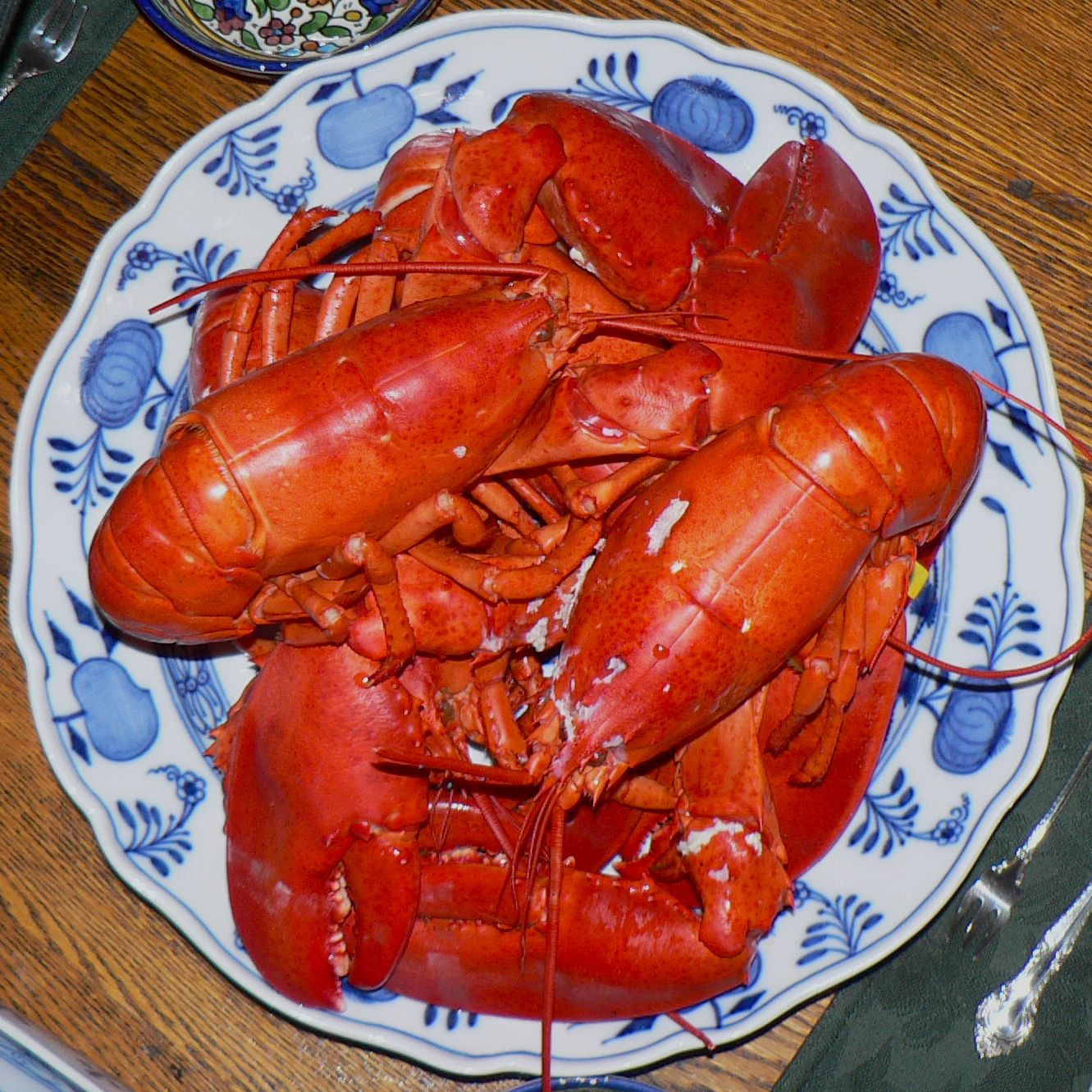
Erschwingliche Delikatesse an der Küste: gekochter Maine-Hummer

Das reale Bruttoinlandsprodukt pro Kopf (engl. per capita GDP) lag im Jahre 2016 bei USD 44.518 (nationaler Durchschnitt der 50 US-Bundesstaaten: USD 57.118; nationaler Rangplatz: 41). Die Arbeitslosenrate lag im November 2017 bei 3,3 % (Landesdurchschnitt: 4,1 %).
Haupterzeugnisse der Landwirtschaft sind Meeresfrüchte (berühmt ist der Maine-Hummer), Geflügel, Eier, Kartoffeln, Molkereiprodukte, Viehzucht, Blaubeeren und Äpfel. Industrielle Erzeugnisse sind Papier, Holz und Möbel, Elektronik, Lebensmittel, Leder und Textilien. Maine ist Fremdenverkehrsgebiet für die Großstädte der amerikanischen Ostküste (siehe Tourismus).

### Tourismus

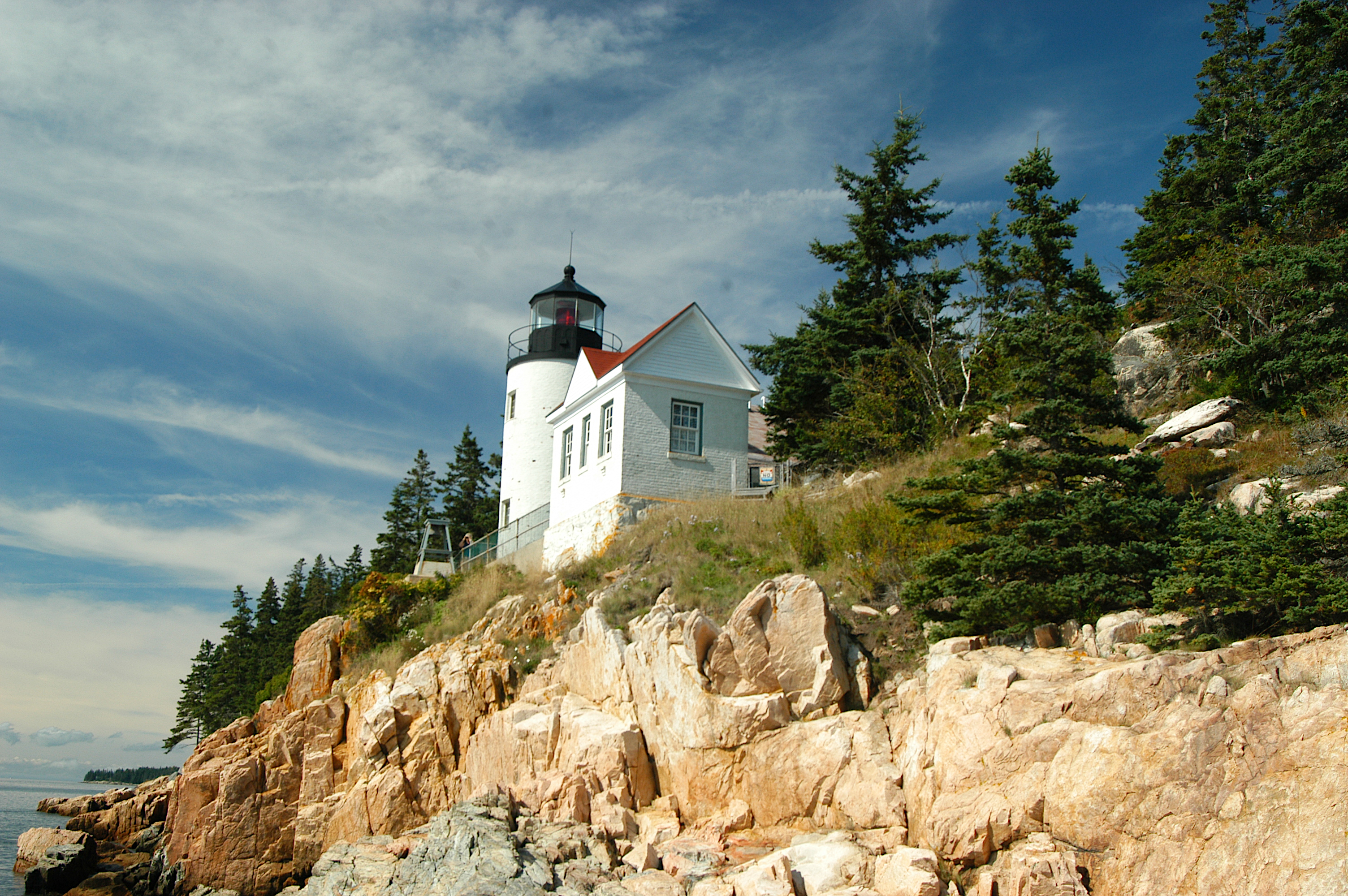
Leuchtturm Bass Harbor Head im Acadia-Nationalpark

Eine bedeutende Touristenattraktion ist in Maine der 1929 gegründete Acadia-Nationalpark. Der einzige Nationalpark der Neuenglandstaaten gehört mit über zwei Millionen Besuchern im Jahr zu den zehn meistbesuchten Parks der USA (Stand 2003). Auf der und um die Insel Mount Desert Island gelegen bietet er Küstenabschnitte und bis zu 470 Meter hohe Berge mit Ausblicken auf die Insel mit ihren kleinen Seen und zahllose kleinere Inseln.
Maines Küste zieht auch andernorts Touristen an. Sandstrände liegen vor allem im Süden des Staates an Badeorten wie York, Ogunquit, Wells Beach und Kennebunkport; die Wassertemperaturen liegen allerdings selbst im Sommer bei etwa 12–14 °C. Weiter im Norden überwiegen felsige Abschnitte.
Maine unterhält über 40 State Parks und State Historic Sites, die jährlich über zwei Millionen Besucher zählen.

### Schienenverkehr

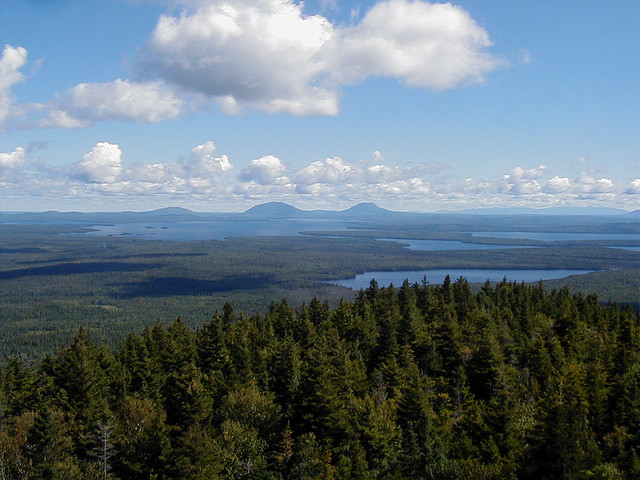
Binnenland Maines

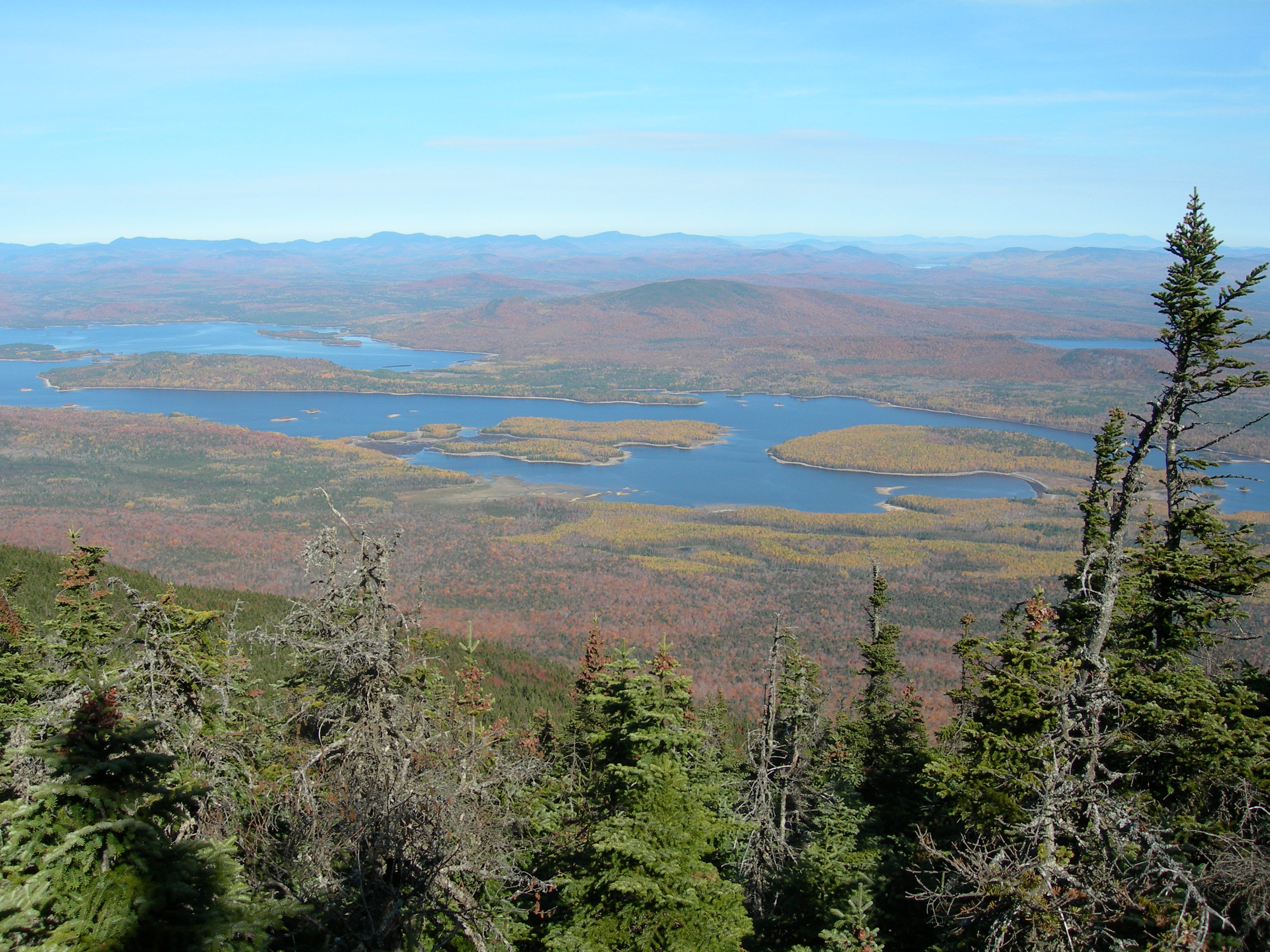
Flagstaff Lake

Der Bundesstaat Maine ist auch heute noch trotz der dünnen Besiedlung sehr gut durch Eisenbahnen erschlossen. Die erste Eisenbahn, die Bangor and Piscataquis Canal and Railroad, fuhr bereits im November 1836 und verband Bangor mit Old Town. Der weitere Ausbau des Streckennetzes ging hauptsächlich von Portland aus.
1842 wurde die Strecke nach Portsmouth durch Portland, Saco and Portsmouth Railroad eröffnet, die Verbindungen nach Boston und damit an das restliche US-Eisenbahnnetz hatte. 1846 eröffnete die Atlantic and St. Lawrence Railroad den ersten Streckenabschnitt der Strecke nach Montreal, die 1853 fertiggestellt wurde. Von 1849 bis 1855 ging die Verbindung Portland–Bangor (spätere Maine Central Railroad) abschnittsweise in Betrieb. Ab 1851 war Gorham durch die York and Cumberland Railroad angebunden, die 1871 Rochester erreichte. Die Verbindung nach Augusta wurde 1852 fertiggestellt. Ab 1869 eröffnete die Portland and Ogdensburg Railway abschnittsweise eine Eisenbahn in Richtung der White Mountains, die 1877 bis Swanton (Vermont) in Betrieb ging. 1873 eröffnete die Boston and Maine Railroad eine neue Hauptstrecke in Richtung Dover. Da die vielen Bahngesellschaften, die sich in Portland trafen, jeweils einen eigenen Endbahnhof hatten, beschloss die Stadt, einen gemeinsamen Hauptbahnhof zu bauen, der 1888 durch die Portland Union Railroad Station Company eröffnet werden konnte.
Auch Bangor entwickelte sich zu einem Eisenbahnknotenpunkt. Von 1868 bis 1871 baute die European and North American Railway die Strecke nach Vanceboro und weiter nach New Brunswick. 1874 eröffnete die Eastern Maine Railway eine Strecke nach Bucksport, 1883 ging die Strecke der Maine Shore Line Railroad nach Mount Desert Ferry in Betrieb. 1905 schließlich nahm die Northern Maine Seaport Railroad die Nord-Süd-Tangente von South La Grange nach Searsport in Betrieb, die westlich an Bangor vorbeiführte. Die Bahnen von Bangor nach Vanceboro und nach Portland waren wie die Atlantic&St. Lawrence zunächst in einer Spurweite von 1676 Millimetern („Kolonialspur“) gebaut worden, mussten jedoch aus wirtschaftlichen Gründen bis 1877 in die in den USA allgemein übliche Normalspur (1435 mm) umgebaut werden.

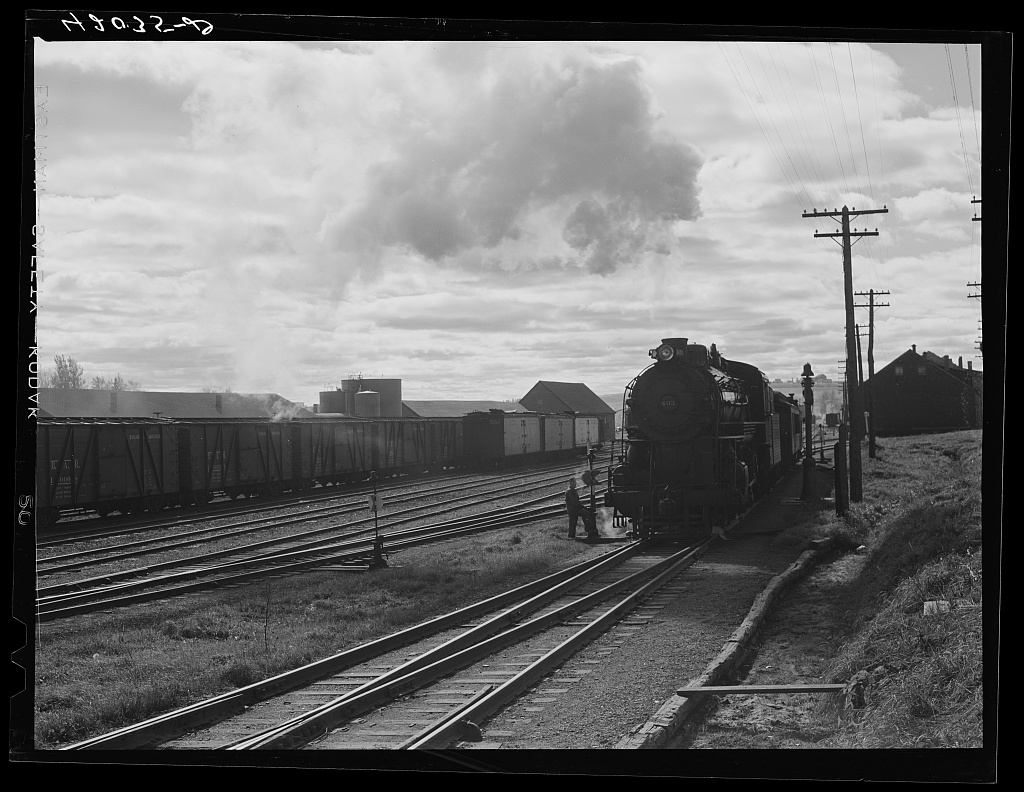
Zug der Bangor & Aroostook in Caribou im Oktober 1940

Der Nordosten des Bundesstaats wurde ab 1893 hauptsächlich durch die Bangor and Aroostook Railroad erschlossen. Zahlreiche kleinere Gesellschaften erschlossen die weniger wichtigen Verkehrsachsen. Ab 1879 begann auch in Maine der Bau von Schmalspurbahnen, die eine Spurweite von 2 Fuß (610 mm) aufwiesen.
Ab Ende der 1920er Jahre begann der Rückbau des Eisenbahnnetzes. Zunächst verschwanden bis 1943 die Schmalspurbahnen. Von den ehemals wichtigen Hauptstrecken sind noch heute fast alle in Betrieb, lediglich die Strecken von Portland nach Portsmouth und in die White Mountains sind stillgelegt. Die meisten Nebenstrecken fielen jedoch im Laufe der Zeit der Konkurrenz Straße zum Opfer.
Personenverkehr gibt es nach 35-jähriger Unterbrechung erst seit dem 5. Dezember 2001 wieder, als die Amtrak die Expressverbindung Boston–Portland in Betrieb nahm. Viermal täglich besteht die Verbindung, die über die Strecke der ehemaligen Boston and Maine Railroad verkehrt. Den Güterverkehr auf dem noch bestehenden Netz wickeln hauptsächlich die Montreal, Maine and Atlantic Railway (im Norden) und die Pan Am Railways ab. Dazu kommen noch die lokalen Gesellschaften Eastern Maine Railway, Maine Eastern Railroad, New Hampshire Northcoast und die St. Lawrence and Atlantic Railroad sowie die Rangiergesellschaft Turners Island LLC. Insgesamt bestand zum 31. Dezember 2005 ein Streckennetz von 1869 km. Es wurden 2005 rund sieben Millionen Tonnen Güter mit insgesamt 101.652 Wagenladungen bewegt. Wichtigstes Transportgut waren dabei Papiererzeugnisse.

### Geschichte
- John F. Bauman: Gateway to Vacationland. The Making of Portland, Maine. University of Massachusetts Press, Amherst MA u. a. 2012, ISBN 978-1-55849-909-6.
- Bruce J. Bourque: Diversity and Complexity in Prehistoric Maritime Societies. A Gulf of Maine Perspective. Plenum Press, New York NY u. a. 1995, ISBN 0-306-44874-2.
- Bruce J. Bourque: Twelve Thousand Years. American Indians in Maine. University of Nebraska Press, Lincoln NE u. a. 2004, ISBN 0-8032-6231-0.
- Mary Frances Farnham: Documentary History of the State of Maine. s. l., Gale Ecco 2012, ISBN 978-1-277-08889-2 (umfasst die Zeit von 1620 bis 1926).
- Harry Gratwick: Mainers in the Civil War. History Press, Charleston SC 2011, ISBN 978-1-59629-962-7.
- Patricia M. Higgins: Hidden History of Midcoast Maine. The History Press, Charleston SC 2014, ISBN 978-1-62619-365-9.
- Jeffrey D. Merrill Sr.: Maine State Prison, 1824–2002. Arcadia Publishing, Charleston SC 2009, ISBN 978-0-7385-6244-5.
- Daniel S. Murphree (Hrsg.): Native America. A State-by-State Historical Encyclopedia. Band 2: Maine – Ohio. Greenwood, Santa Barbara CA u. a. 2012, ISBN 978-0-313-38126-3, S. 469–471.
- Judy Monroe Peterson: Maine. Past and Present. Rosen Central, New York NY 2011, ISBN 978-1-4358-9484-6.
- Don Whitney, Michael Daicy: Portland's Greatest Conflagration. The 1866 Fire Disaster. The History Press, Charleston SC 2010, ISBN 978-1-59629-955-9.

### Politik
- Kenneth T. Palmer, G. Thomas Taylor, Marcus A. LiBrizzi, Jean E. Lavigne: Maine Politics and Government. 2nd Edition. University of Nebraska Press, Lincoln NE 2009, ISBN 978-0-8032-8785-3.
- Kimberly A. Huisman, Mazie Hough, Kristin M. Langellier, Carol Nordstrom Toner (Hrsg.): Somalis in Maine. Crossing Cultural Currents. North Atlantic Books, Berkeley CA 2011, ISBN 978-1-55643-926-1 (fliehen seit 2001 v. a. nach Lewiston).